# Dalida - Double Best of
Dalida - Double Best of è una raccolta postuma della cantante italo-francese Dalida pubblicata il 7 aprile 2014 da Universal Music France.
Nata dall'incontro con Philippe Manovra e dalla mancanza di dischi in vinile sul mercato, questa raccolta, presentata per le serie Back to Black e Double Best Of, è composta da due LP contenenti una serie di ventiquattro pezzi celebri della cantante.
Sul retro della copertina compare anche un voucher per scaricare la musica di questo album in formato MP3.

## Tracce

### Disco 1

#### Lato A
1. Comme disait Mistinguett
2. Le Lambeth Walk
3. Une femme à quarante ans
4. La Mamma
5. Tables séparées
6. Fini, la comédie

#### Lato B
1. Paroles, paroles (in duo con Alain Delon)
2. Parle plus bas (Le Parrain)
3. Je m'endors dans tes bras
4. Lucas
5. Petit homme
6. Bambino

### Disco 2

#### Lato C
1. Il venait d'avoir 18 ans
2. Rio do Brasil
3. Mourir sur scène
4. Le temps des fleurs
5. Come prima (Tu me donnes)
6. Ciao ciao, bambina

#### Lato D
1. J'attendrai
2. Besame mucho
3. Parlez-moi de lui
4. À ma manière
5. Histoire d'un amour
6. Love in Portofino